# 欧弗洛尼奥斯
欧弗洛尼奥斯（英語：Euphronios），约活动于公元前6世纪前后。古希腊陶工，同时也是最优秀的红绘画师之一，公元前515年至公元前480年为其创作期，在雅典从事创作（后来他仅制陶），因16件签名作品而为人知：作为画师，六件作品上有签名，而另外的10件，则以陶工身份签名（其他画师亦对这些陶瓶进行了装饰；其中包括画师奥内西姆斯以及皮斯托克塞努斯）。其最精美的陶器为花萼状调酒器。